# Ponto Belo
Ponto Belo là một đô thị thuộc bang Espírito Santo, Brasil. Đô thị này có diện tích 356,156 km², dân số năm 2007 là 6916 người, mật độ 19,42 người/km².